# Inspekcja Handlowa
Inspekcja Handlowa – polski wyspecjalizowany organ kontroli państwowej powołany do ochrony interesów i praw konsumentów oraz interesów gospodarczych państwa.
Działa na podstawie ustawy z dnia 15 grudnia 2000 r. o Inspekcji Handlowej. Do zadań Inspekcji należy wykonywanie zadań określonych we wspomnianej ustawie oraz innych ustawach. Zadania Inspekcji wykonują Prezes Urzędu Ochrony Konkurencji i Konsumentów oraz wojewodowie przy pomocy wojewódzkich inspektorów inspekcji handlowej wchodzących w skład zespolonej administracji rządowej w województwach.
Działalnością Inspekcji Handlowej kieruje Prezes UOKiK przy pomocy Urzędu Ochrony Konkurencji i Konsumentów. W skład Urzędu wchodzi Centrala i delegatury UOKiK. W skład Centrali wchodzą departamenty i komórki równorzędne (w tym Departament Inspekcji Handlowej) oraz 9 laboratoriów kontrolno-analitycznych wykonujących zadania na rzecz Inspekcji Handlowej. Inspekcja prowadzi kontrole artykułów i usług dostępnych na rynku oraz legalności działania przedsiębiorców uczestniczących w obrocie tymi artykułami i usługami.